# Rauschgiftbrigade
Rauschgiftbrigade ist ein US-amerikanischer Kriminalfilm aus dem Jahr 1949 von László Benedek mit Scott Brady und Richard Rober in den Hauptrollen. Der Film noir wurde von Contemporary Productions Inc. produziert.

## Handlung
An Bord der SS Florentine beobachtet Toni Cardell, wie der Zahlmeister nachts in ein Rettungsboot steigt und zu einem nahen Motorboot übersetzt. Zu Tonis Entsetzen wird sie Zeugin, wie der Zahlmeister erstochen wird. Am nächsten Tag legt die Florentine im Hafen von New York an. Toni trifft ihren Freund Paul Vicola und teilt ihm mit, dass sie niemals seine Schmuggelfahrten unterstützt hätte, hätte sie gewusst, dass jemand ermordet wird. Toni will die Stadt verlassen und verlangt ihren Anteil, was Paul jedoch ablehnt.
Beim Zoll wird die Lieferung von medizinischen Betäubungsmitteln geöffnet. Die Behälter enthalten jedoch nur Sand. Die Ermittlungen in dem Fall übernehmen Michael Waters vom Zoll und Jim Flannery vom Bureau of Narcotics and Dangerous Drugs. Schon bald wird der Zahlmeister vermisst. In der Zeitung erscheint eine Meldung, dass alle Passagiere befragt werden sollen. Toni ruft Jim anonym an und bietet Informationen gegen Bezahlung an. Man vereinbart ein Treffen an der Penn Station, doch während Toni ihre Sachen packt, wird sie von Paul erwürgt.
Michael und Jim lassen die Schließfächer des Bahnhofs öffnen. In einem Fach findet sich ein Paket mit reinem Opium. Das Paket wird wieder ins Fach gelegt und die Schließfächer observiert. Ein uniformierter Kurier öffnet das Fach, entnimmt das Paket und bringt es zum Nachtclub von Joe Leoni. Der dort auftretende Komiker Dolly Carney nimmt das Paket entgegen. Dolly wird daraufhin von Jim und Michael festgenommen. Leoni gibt der Tänzerin Lili Long eine Telefonnummer, die Dolly deponiert hat. Lili trifft sich nach dem Anruf mit Leo Stasser, der sie zur Pauls Yacht bringt. Lili bittet Paul, ihrem Freund Dolly zu helfen, der daraufhin Stasser Anweisungen, Dollys Kaution zu bezahlen. Dolly wird die ganze Nacht über verhört und gibt schließlich Stassers Namen preis sowie die Adresse von Stassers Bootswerkstatt. In der nächsten Nacht brechen Michael und Jlm in die Werkstatt ein. Sie finden den Brief eines potentiellen Käufers, der den Namen Wyley erwähnt. Michael wird von Pauls Männern erwischt und von Stasser erschossen. Jim, der nicht entdeckt wurde, will sich nun als Wyley ausgeben.
Dolly wird gegen Kaution freigelassen. In seinem Appartement warten Stasser und dessen Handlanger Lenny auf ihn und töten ihn. Als Wyley trifft sich Jim mit Paul und Stasser. Man vereinbart, dass die Drogen und das Geld an einem Pier in Brooklyn ausgetauscht werden. Lili kommt an Bord der Yacht und erkennt Jim. Paul wird misstrauisch und weist seinen Steuermann an, die Yacht auf das offene Meer zu fahren. Als Jim, wie mit der Küstenwache vereinbart, nicht am Pier erscheint, macht sich ein Boot der Küstenwache an die Verfolgung der Yacht. Schon bald wird die Yacht eingeholt. Lili erkennt Dollys Ring an Lennys Finger und beschuldigt ihn und Stasser des Mordes. Dann enthüllt sie Jims wahre Identität. Während Paul Beweise über Bord wirft, muss sich Jim Stasser und den anderen Schmugglern erwehren. Paul schießt auf ihn und verletzt ihn. Die Beamten der Küstenwache entern die Yacht und können die Schmugglerbande festnehmen.

## Produktion

### Hintergrund
Gedreht wurde der Film hauptsächlich in New York, u. a. im Hafen, am LaGuardia Airport, in Brooklyn, in der Canal Street und in der Penn Station. Weitere Aufnahmen entstanden in San Francisco, Los Angeles sowie in den Universal-Studios in Universal City.

### Stab
Roy Seawright war für die Spezialeffekte verantwortlich. Irving Friedman war der musikalische Direktor.

### Besetzung
In kleinen nicht im Abspann erwähnten Nebenrollen traten Neville Brand und Joe Mantell auf. Ebenfalls unerwähnt blieben Joe Mantell als Kurier, John Parrish als Joe Leoni und Gordon Richards als Zahlmeister.
Die Einleitung der Originalfassung sprach der Moderator Chet Huntley.
Yul Brynner und Neville Brand gaben ihre Filmdebüts.

## Veröffentlichung
Die Premiere des Films fand am 28. November 1949 statt. In der Bundesrepublik Deutschland kam er am 6. Januar 1951 in die Kinos, in Österreich am 23. Februar 1951.

## Kritiken
Der Filmkritiken-Aggregator Rotten Tomatoes hat in einer Auswertung von über 250 Kritiken ein Publikumsergebnis von 32 Prozent positiver Bewertungen ermittelt.
Das Lexikon des internationalen Films schrieb: „Vor der Kulisse von New York spielender, weitgehend spannender Kriminalfilm, der die Arbeit der Polizei in einem "dokumentarischen" Stil schildert.“
Für den Kritiker des Austin Chronicle war der Film nicht überragend, wurde dem Thema aber gerecht und wurde in den letzten Jahren kaum beachtet.